# Ewa Klamt

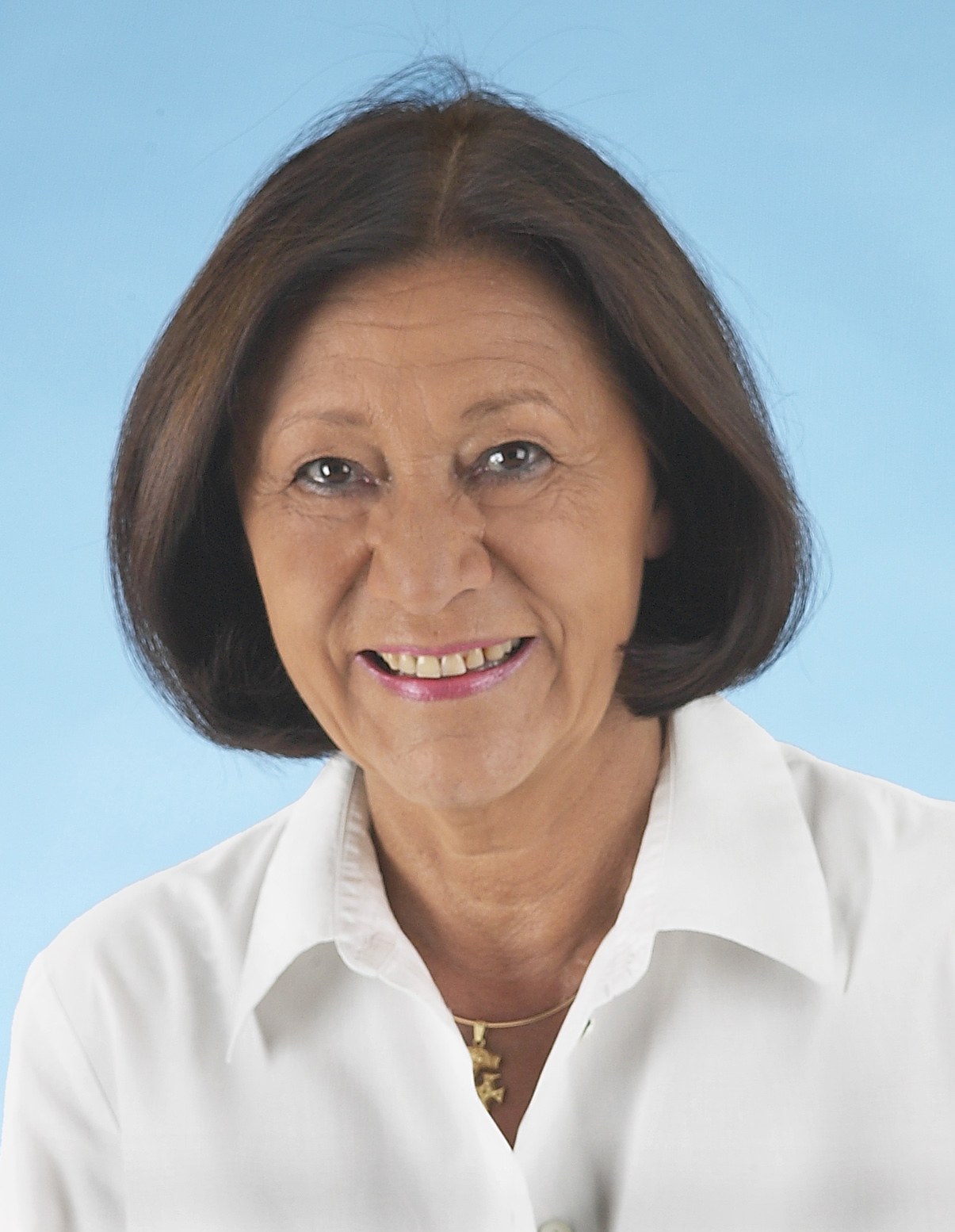
Ewa Klamt (2010)

Ewa Klamt (* 26. Mai 1950 in Straubing) ist eine deutsche Politikerin (CDU). Von 1999 bis 2009 war sie Mitglied des Europäischen Parlaments und gehörte als Koordinatorin des dortigen Innenausschusses dem Vorstand der Europäischen Volkspartei an. Von 2010 bis 2013 war sie Mitglied des 17. Deutschen Bundestages.

## Leben und Beruf
Klamt schloss 1966 die Mira Loma High School in Sacramento ab. Anschließend besuchte sie zwei Jahre lang das American River College in Sacramento und den Campus Munich der University of Maryland. Danach arbeitete sie bis 1971 als Übersetzerin und war anschließend für drei Jahre Lehrerin am Clemens-August-Gymnasium in Cloppenburg. Von 1974 bis 1976 arbeitete sie als freiberufliche Übersetzerin, von 1977 bis 1980 als Lehrerin an der Berufsbildenden Schule Cloppenburg und ab 1981 als freiberufliche Sprachdozentin. Diesen Beruf übte Klamt bis 1999 aus und gab ihn nach ihrer Wahl ins Europäische Parlament auf.

## Partei
Von 1995 bis 1997 gehörte Ewa Klamt dem Vorstand des CDU-Bezirksverbandes Lüneburg als Beisitzerin an. Von 1997 bis 2011 war sie stellvertretende Vorsitzende des CDU-Bezirksverbandes Nordostniedersachsen (bis zur Umbenennung 2005 Bezirksverband Lüneburg). Seit 1998 gehört Ewa Klamt als Beisitzerin dem Landesvorstand der CDU in Niedersachsen an.

## Abgeordnete

### Europäisches Parlament
1999 wurde Ewa Klamt über die Landesliste der CDU Niedersachsen ins Europäische Parlament gewählt. Sie gehörte dem Ausschuss für Bürgerliche Freiheiten, Justiz und Inneres an und war Stellvertreterin für den Fischereiausschuss und den Haushaltsausschuss. Außerdem war sie Mitglied der Delegation für die Beziehungen zu Australien und Neuseeland.
In der im Sommer 2005 geführten Diskussion um illegale Einwanderung nach Europa bezog Ewa Klamt als innenpolitische Sprecherin der EVP-ED-Fraktion des Europäischen Parlaments Stellung. Sie kritisierte den nach ihren Angaben mit knapper Mehrheit gefassten Beschluss des Innenausschusses des EU-Parlaments, massenhaft gültige Aufenthaltspapiere an illegale Einwanderer auszugeben. Damit würden nur zusätzliche Anreize zu illegaler Einwanderung geschaffen.

### Deutscher Bundestag
Bei der Bundestagswahl 2009 bewarb sich Ewa Klamt erfolglos für die CDU um das Direktmandat im Wahlkreis Gifhorn – Peine (Niedersachsen) und verpasste den Einzug in den Bundestag. Am 29. April 2010 rückte Klamt in den Bundestag für die Abgeordnete Astrid Grotelüschen nach, die als Ministerin ins Kabinett des niedersächsischen Ministerpräsidenten Wulff wechselte. Sie war ordentliches Mitglied der Ausschüsse für Familie, Senioren, Frauen und Jugend und für Bildung, Forschung und Technikfolgenabschätzung und stellvertretendes Mitglied im Innenausschuss. Klamt trat bei der Bundestagswahl 2013 nicht wieder für den Bundestag an; ihre Abgeordnetentätigkeit endete mit der Konstituierung des neugewählten Parlaments am 22. Oktober 2013.

## Kommunalpolitik
Auf kommunaler Ebene bekleidete Ewa Klamt von 1991 bis 1999 das Amt der stellvertretenden Bürgermeisterin der Stadt Gifhorn und war von 1996 bis 2006 Kreistagsabgeordnete im Landkreis Gifhorn.

## Belege
1. ↑  Jörg Brokmann: Ich kann gegen Heil Direktmandat holen. (Memento des Originals vom 24. Oktober 2009 im Internet Archive)  Info: Der Archivlink wurde automatisch eingesetzt und noch nicht geprüft. Bitte prüfe Original- und Archivlink gemäß Anleitung und entferne dann diesen Hinweis. In: Newsclick.de, 14. Juni 2008.
2. ↑  Ewa Klamt MdB. Abschiedsbrief. (Memento vom 12. Oktober 2013 im Internet Archive) In: EwaKlamt.de, 1. Oktober 2013.

| Personendaten    | Personendaten                         |
| ---------------- | ------------------------------------- |
| NAME             | Klamt, Ewa                            |
| KURZBESCHREIBUNG | deutsche Politikerin (CDU). MdB, MdEP |
| GEBURTSDATUM     | 26. Mai 1950                          |
| GEBURTSORT       | Straubing                             |